# 平成教育委員会DS
『平成教育委員会DS』（へいせいきょういくいいんかいDS）は、2006年12月21日にバンダイナムコゲームス（現・バンダイナムコエンターテインメント）から発売されたニンテンドーDS用ソフト。

## 概要
1991年10月19日から1997年9月27日までレギュラー番組として、そして2000年1月3日からは年数回の特別番組として、フジテレビ系列で放送される人気クイズ番組の平成教育委員会をモチーフにして製作されたクイズ形式の1人用ゲームソフトである。
有名中学校の入試問題などの教養問題が2000問以上収録されている。

## 内容
プレイヤーは4人まで登録できる。プレイヤーは、メインメニューから以下の5つのモードが選択できる。
授業
曜日ごとに決められた時間割で、国語や算数、社会、理科の問題を教科ごとに解いていくモードである。問題によっては例題やヒント、解説がついてくる。実際のテレビ番組と同様に、たけし先生が司会役、勉強小僧が助手役、たけし軍団が解答者役になって登場してくる。またプレイする時間帯や日付によっては、たけし先生のコメントが変わる。一定回数授業を受けると、それまでの問題を応用する形で、「模擬テスト」が行われる。模擬テストでは例題やヒントはなく、正解や解説は示されない。
復習テスト
授業で受けたことのある「模擬テスト」に再度挑戦することができる。プレイヤーはこれを受けることで、模擬テストの解答を知ることができる。
1分テスト
制限時間1分間に、○×の2択問題を10問連続で解答する。問題は国語、算数、理科、社会の他、音楽や美術などに関するものまで幅広い。
連続問題
1分テストと同様に、○×の2択問題が最大100問出題される。1問でも間違えると終了となり、100問連続で正解するのはきわめて困難といえる。問題は1分テストと同じものと思われる。
成績
各モードのプレイ回数や正解数など、これまでの個人成績を見ることが出来る。各教科ごとの成績が確認でき、偏差値も表示される。
上記以外に、特定の日付になると、「特別テスト」を受けることができる。特別テストでは、その日にちなんだ問題が出題される。

## その他
- 各モードで良い成績を残すと、「たけし落とし」とよばれるたけし人形のパーツを手に入れることができる。
- 一部に、テレビ番組内でも使用されている『マリオブラザーズ』、『スーパーマリオブラザーズ』、『スーパーマリオブラザーズ3』のBGMが任天堂のライセンスを取得して使用されている。
- 発売前に、後継番組『熱血!平成教育学院』のCMなどで宣伝されていた。
- 2007年12月20日には続編『平成教育委員会DS 全国統一模試スペシャル』が発売。特別授業として音楽・美術の授業ならびに漢字検定や全国統一模擬試験が追加されており、全国統一模擬試験では結果をニンテンドーWi-Fiコネクションに接続して送信すれば、全国ランキングや偏差値がわかるようになっている。